# خاکیان
خاکیان، یکی از محله های قدیمی و آرام شهر  صومعه‌سرا در استان گیلان، ایران است. این محله پیرامون روستاهای واقعه‌دشت و لیموده قرار دارد و کمتر از یک کیلومتر با شهر صومعه‌سرا فاصله دارد. قدیمی‌ترین خانواده‌های این محله خانواده نصرالله زاده بودند که به تدریج با گسترش شهر صومعه سرا و پذیرش مهاجران به جمعیت آن افزوده شده است. 
کوچه‌های گلستان، نیایش و نبوت از کوچه‌های این محله هستند. همچنین گفتنی است که این محله از لحاظ اداری، روستا محسوب میگردد و دهیاری آن با دهیاری واقعه‌دشت مشترک است، از لحاظ تقسیمات کشوری نیز جزیی از دهستان کسما و بخش مرکزی شهرستان صومعه‌سرا می‌باشد. گفتنی است که با گسترش شهر صومعه‌سرا به تدریج این محله در حال تبدیل شدن به بخشی از شهر صومعه‌سرا می باشد که این امر باعث افزایش بهای زمین و خانه در آن شده است.